# Балка Средняя Юла
Балка Средняя Юла, также Степь Приазовская — заповедная территория, которая располагается на расстоянии 2 километров в юго-восточном направлении от хутора Зеленая Балка в Целинском районе Ростовской области.

## Описание
Балка Средняя Юла принадлежит к южному подтипу разнотравно-типчаково-ковыльных степей. Она относится к категории засушливых степей, которые расположены в переходной зоне к сухим дерновинно-злаковым степям. Заповедная территория относится к участкам, на территории которых развивается научный туризм, на ней происходят исследования ценогенезиса.
Балка Средняя Юла включает в себя три отдельных балки, которые вытянуты с севера на северо-запад. У них есть общее русло, все три балки постепенно впадают в пруд. Пашня окружает их территории. Функционирование и охрану природного массива с заповедным статусом обеспечивает Министерство природных ресурсов и экологии Ростовской области. Балка Средняя Юла относится к комплексным действующим памятникам природы регионального значения. Общая площадь заповедной территории составляет 80 гектар. Природоохранный статус территория получила 5 января 1980 года согласно Решению Целинского РИК № 6.